# 岷江乡
岷江乡，是中华人民共和国四川省阿坝藏族羌族自治州松潘县下辖的一个乡镇级行政单位。

## 行政区划
岷江乡下辖以下地区：
岷江村、北定关村、若尔寨村、新塘关村和龙潭堡村。